# 東北人民自治軍
東北人民自治軍（とうほく-じんみん-じちぐん）は中国共産党が国共内戦再開に備えて、東北部で編成した軍隊組織。このために派遣された八路軍、新四軍の一部と、現地の東北抗日連軍から構成された。1945年11月14日に東北民主連軍に改称。

## 成立
1945年8月8日、ソビエト連邦は、日本に宣戦布告（ソ連対日参戦）し、満州国に対して全面侵攻を開始した。八路軍冀熱遼軍区は、中共中央主席毛沢東と朱徳総司令の命令に従い、一部兵力を東北部に派遣し、現地の東北抗日連軍と共に、ソ連軍の作戦に協力させた。
対日戦勝後、蔣介石を首班とする国民党政府は、アメリカの援助下、東北部に大兵力を進軍させ、共産勢力の消滅と東北部の独占を図った。国民党の企図に対抗するため、中共中央は、「向北発展、向南防御」の戦略方針に従い、各解放区から一部部隊と幹部を抽出して東北部に派遣し、現地部隊と共に勢力の発展を図ることを決定した。これと前後して、以下の部隊が東北部に派遣された。
- 八路軍山東軍区直属部隊の一部、第1師、第2師、第3師、第6師、第7師、第5師の一部。魯中、濱海、膠東、渤海等軍区主力部隊の一部：約6万人
- 新四軍第3師（第7旅、第8旅、第10旅、独立旅）：約3万人
- 陝甘寧辺区第359旅、警備第1旅、教導第2旅の一部、延安抗日軍政大学、延安砲兵学校等：約1万人
- 晋綏、冀中、冀魯予の各1個団

総兵力は、先に進入していた冀熱遼部隊の一部と合わせて、約11万人に達した。同時に、延安及び各解放区の党政軍幹部約2万人が東北部に派遣された。

## 指揮官
10月31日、東北人民自治軍が編成され、以下の任命が行われた。
- 総司令：林彪
- 第一政治委員：彭真
- 第二政治委員：羅栄桓
- 第一副司令：呂正操
- 第二副司令：李運昌
- 第三副司令：周保中
- 第四副司令兼参謀長：蕭勁光
- 副政治委員：程子華
- 第二参謀長：伍修権
- 政治部主任：陳正人

## 活動
各部隊は、東北到着後、国民党軍の侵攻の阻止、群集の扇動、土匪の掃討、組織と装備の発展に着手した。1945年末、錦熱、遼寧、遼東、遼西、遼北、吉林、松江、三江、嫩江、北安の10個軍区が設置され、総兵力は、27万人に増大した。

## 消滅
1945年11月14日、東北人民自治軍は、東北民主連軍に改称された。